# EV7 Солнечный путь

Карта маршрута EuroVelo 7

Солнечный маршрут (EuroVelo 7 (сокр. EV7), англ. Sun Route) — велосипедная трасса EuroVelo, протяженностью 7409 км (4604 миль), пролегающая с севера на юг через всю Европу от мыса Нордкап в Норвегии до острова Мальта в Средиземном море. Маршрут проходит через девять стран (с севера на юг): Норвегия, Финляндия, Швеция, Дания, Германия, Чехия, Австрия, Италия, Мальта.

## Маршрут

### Скандинавия
Солнечный маршрут начинается на мысе Нордкап (Норвегия), проходит по всей Швеции до Мальмё, откуда на пароме можно переправиться в Данию.
В Дании маршрут EV7 проходит по датскому региону Зеландия. Маршрут проходит через Хельсингёр в Копенгаген и далее по велосипедному маршруту Берлин-Копенгаген до Гедсера, откуда на пароме можно добраться до немецкого города Росток.

### Германия
Из немецкого Ростока на побережье Балтийского моря, EV7 продолжает следовать по велосипедному маршруту Берлин-Копенгаген в направлении Берлина через земли Мекленбург-Передняя Померания и Бранденбург. На территории которых располагаются национальный парк Мюриц, Мекленбургские озера, города Гюстров, Нойштрелиц, Ораниенбург и Фюрстенберг/Хафель.
После Берлина EV7 соединяется с велосипедным маршрутом по Эльбе, который проходит через Дрезден и далее в Чехию.

### Чехия
EV7 пересекает границу с Германией в районе Эльбских песчаниковых гор. По Чехии трасса проходит через Дечин, Усти-над-Лабем, Мельник, Прага, Тин-над-Влтавоу, Ческе-Будеевице и Чески-Крумлов, который внесен в список Всемирного наследия ЮНЕСКО.

### Австрия
В Австрии EV7 следует через города Линц и Зальцбург, а затем переходит через Альпы в Италию. Длина это отрезка составляет 553 км (344 миль).
Австрийский участок EV7 предлагает потрясающие пейзажи, идущие вдоль альпийских рек, через красивые города и крупнейшие природные заповедники Европы. После пересечения чешско-австрийской границы маршрут следует по веломаршруту Гренцланд (R5), затем по веломаршруту Гузенталь (R28) по второстепенным дорогам провинции Верхняя Австрия. Из Санкт-Георген-ан-дер-Гузен он следует по дунайскому велосипедному маршруту (R1) через город Линц, мимо знаменитых речных изгибов «петли Шлёгенера», до Пассау (Германия). Далее следует по велосипедному маршруту Инн (R3) вдоль австрийско-германской границы, через заповедники долины Инн, вплоть до Зальцбурга. Из Зальцбурга EV7 следует по маршруту «Альпы-Адриатическое море». Затем идут короткие участки велосипедного маршрута Глокнера (R8) до Мельбрюкке, а затем велосипедный маршрут Драу (R1) через провинцию Каринтия ведет к пограничному переходу с Италией недалеко от города Зиллиан.

### Италия

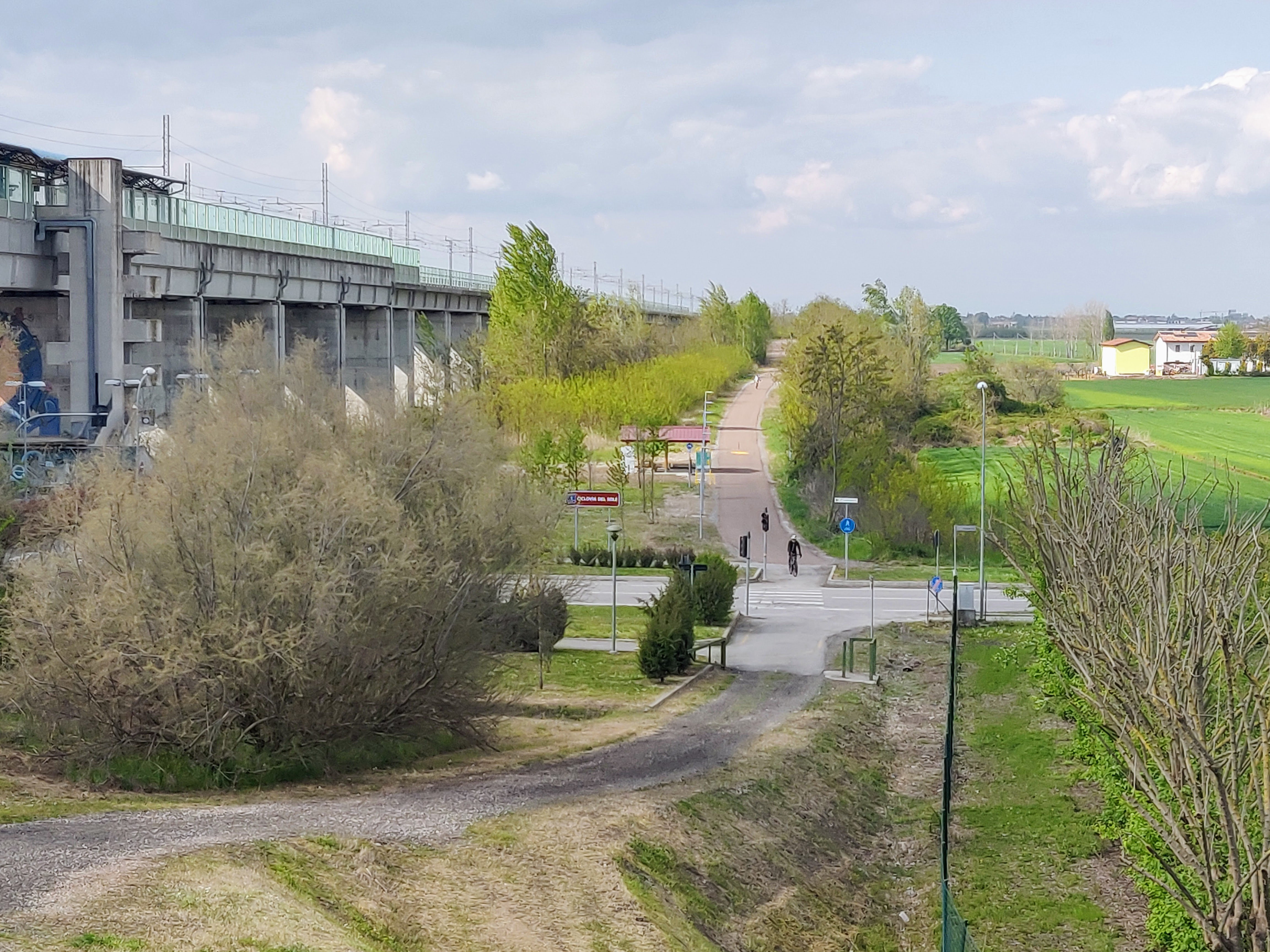
Участок EuroVelo 7 в Кампосанто, Эмилия-Романья, Италия.

EV7 в Италии следует по маршруту BicItalia B1, известному как Ciclovia del Sole (рус. Солнечный велосипедный маршрут, англ. The Sun Cycle Route), от австрийской границы до Южного Тироля, затем через такие города, как Верона, Мантуя, Болонья, Флоренция, Гроссето, Чивитавеккья, Рим, Латина, Неаполь, Салерно, Реджо-ди-Калабрия, Мессина и Сиракузы на Сицилии. Итальянский участок EV7 заканчивается в сицилийском городе Поццалло, откуда паромы отправляются в Валлетту на острове Мальта.

### Мальта
На Мальте существует две трассы EV7: одна проходит по острову Мальта, а другая по острову Гозо.